# Истман, Эмили

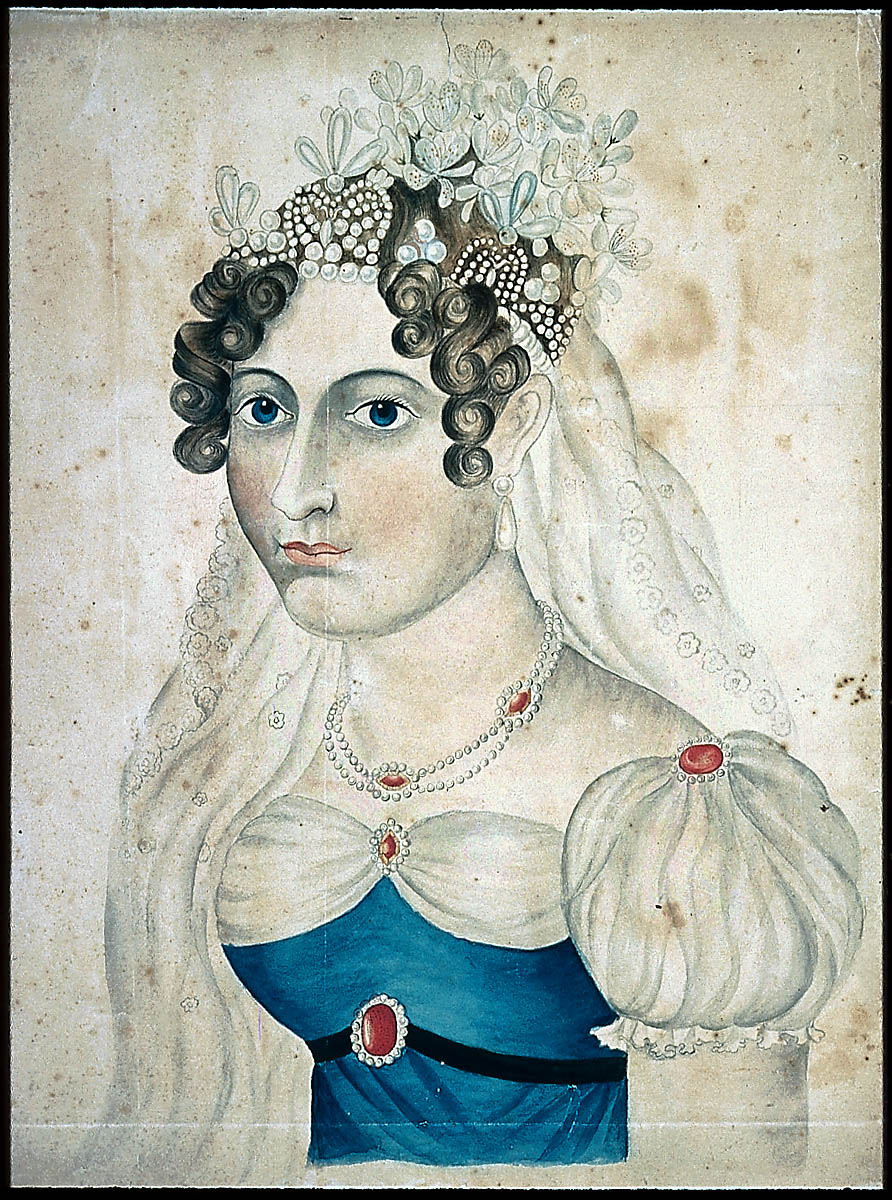
Одна из работ Эмили Истман

Эмили Истман (англ. Emily Eastman) — американская художница XIX века, портретистка, работала акварелью.

## Биография
Точные даты рождения и смерти художницы неизвестны. Родилась в городе Лаудон, штат Нью-Гэмпшир.
В 1824 году она вышла замуж за доктора Дэниела Бейкера. О личной жизни Эмили известно то немногое, что было сделано в надписях на её рисунках.
Истман писала акварельные портреты женщин в стиле Fashion plate, которые были популярны в женских журналах того времени. Вместо того, чтобы рисовать свои объекты тонкими акварельными контурами, художница рисовала их графитом, а затем заполняла различные области насыщенными цветами акварели. Она редко подписывала свои работы, как и другие художницы того времени.
В настоящее время её работы можно увидеть в Смитсоновском музее американского искусства, Национальной галерее искусств, Музее изобразительных искусств в Бостоне, Американском музее народного искусства и Terra Museum.